# Tánger (pel·lícula)
Tánger és una pel·lícula espanyola dirigida per l'escriptor Juan Madrid l'any 2004 amb guió basat en la seva novel·la homònima que tracta sobre la immigració i l'extrema dreta.

## Argument
Abdul Kader Torres (Jorge Perugorría) és el fill il·legítim d'un antic comissari de la Brigada Político-Social, Ricardo Torres (José Manuel Cervino), i d'una bella tangerina. Aquest home seriós i elegant torna a Madrid amb l'encàrrec d'ocupar-se del negoci del seu pare, anomenat "Ejecutivas Tànger". Desconeixent que el negoci té una activitat social bastant dubtosa, Abdul accedeix il·lusionat a posar-se'n al capdavant. A més de la responsabilitat que comporta, és una manera d'acostar-se i aconseguir l'afecte del seu distant pare. També significa una segona oportunitat professional, ja que en la seva Tànger natal va perdre la seva professió de mestre per culpa a la seva addicció a l'alcohol.
A Madrid coneix Lídia (Ana Fernández), la jove xicota del seu pare, una dona influenciada per les drogues, la degradació i les males companyies que sempre l'han envoltat. Per ella sentirà una atracció irresistible que l'obligarà a triar entre ella i el seu progenitor. Amb el dia a dia, Abdul descobrirà que res és el que sembla: ni el seu pare, ni el seu germanastre Fanfán (Fele Martínez), ni l'agència en la que treballa. Un doble assassinat d'immigrants a la ciutat i la recerca d'aquest crim destaparà la corrupció que existeix en alguns membres del cos de policia.

## Repartiment
- Jorge Perugorría: Abdul
- Ana Fernández: Lidia
- Fele Martínez: Fanfan
- José Manuel Cervino: Richi
- Ramoncín: Roberto Loring
- Pablo Puyol: Rai
- Juan Fernández : Bárcenas
- Inma del Moral: Lola
- Marián Aguilera: Marisa
- Enrique Simón : Moncho
- Mariano Venancio: Damián
- Tony Fuentes : El Lejía
- Pablo Viña : Leo
- Myriam Mézières: Almunia